# اچ‌ام‌اس سپوی (۱۸۵۶)
اچ‌ام‌اس سپوی (۱۸۵۶) (به انگلیسی: HMS Sepoy (1856)) یک کشتی بود که طول آن ۱۰۶ فوت (۳۲ متر) بود. این کشتی در سال ۱۸۵۶ ساخته شد.